# トウチク
トウチク（唐竹）は、中国南部・台湾原産の多年生常緑竹。造園業界ではダイミョウチク（大名竹）と称して流通している。
庭園竹としては関東地方以西に植栽されている。やや紫色を帯び、高さ5～8m、径3～5cm、節と節の間が60～80cmと日本の竹では最長、各節から3本以上の短い枝が出、枝先に3～9枚の長さ5～7cmの披針形の葉がつく。葉は葉耳が　発達してその縁に長い肩毛が開出、洋紙質で、裏面に微毛が密生、枯れても落ちにくくそのまま吊り下がる。若い稈には徴毛が密生するが、成長すると抜け落ちる。稈鞘は斑点がなく、背面にまばらに毛があり、基部には　黒褐色の粗毛が密生する。先端にはの葉片がつき、ナリヒラダケに似るが枝が多く、寒さに弱い。剪定により節部に葉を密集させることができ、マダケの仲間など
とはまったく異なる風情を見せ美しいので生垣や庭園竹として人気がある。　
タケノコの時期は5~6月頃で、皮が紫色をしている。食用とするが灰汁がある。

## 品種
- スズコナリヒラ（鈴小業平竹） f. albostriata Muroi - 葉に黄白色の縞が出るトウチク。

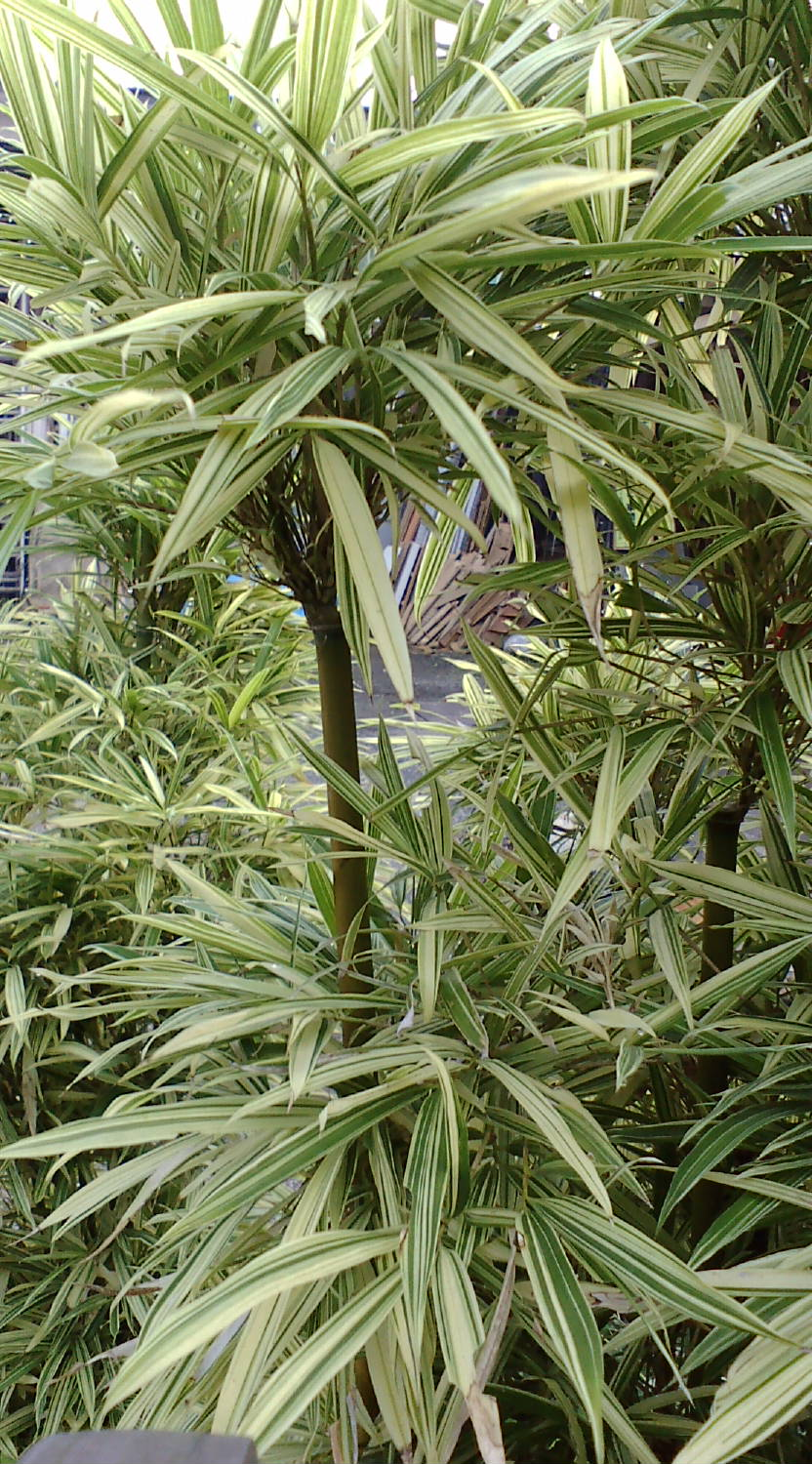
スズコナリヒラ（鈴小業平竹）